# Erianthus angulatus
Erianthus angulatus är en insektsart som beskrevs av Sigfrid Ingrisch och F.M.H. Willemse 1988. Erianthus angulatus ingår i släktet Erianthus och familjen Chorotypidae. Inga underarter finns listade i Catalogue of Life.